# Samaritanos
Os israelitas, também conhecidos como samaritanos são um pequeno grupo étnico-religioso originários do Reino de Israel, conhecidos pelos atuais judeus como Samaria. A Samaria é o nome histórico e bíblico de uma região montanhosa do Oriente Médio, constituída pelo antigo reino de Israel, situado em torno de sua antiga capital, Samaria, e rival do vizinho reino do sul, o reino de Judá. Um estudo de 2019 produzido pela comunidade samaritana estima o seu número em 820 pessoas. Atualmente, habitam no distrito de Holon em Telavive e Nablus na Cisjordânia situadas em Israel e na Palestina.
A religião dos samaritanos baseia-se no Pentateuco, tal como o judaísmo. Contudo, ao contrário deste, o samaritanismo rejeita a importância histórica de Jerusalém. Os samaritanos não possuem rabinos e não aceitam o Talmude dos judeus.
A religião dos samaritanos é o samaritanismo. O samaritanismo é uma religião abraâmica intimamente relacionada com o judaísmo que se baseia na Torá dos samaritanos e que, até onde é sabido, é praticada exclusivamente por eles. Seu culto é centrado no monte Gerizim (perto do atual Nablus), ao contrário do judaísmo, que tem o monte Moriá (Jerusalém) como sua montanha sagrada.
Provavelmente no samaritano, como no judaísmo, havia cismas e disputas religiosas, das quais pouco se sabe. No entanto, hoje, por causa do pequeno número de samaritanos que ainda permanecem, há apenas uma corrente religiosa.

## Origem dos samaritanos
Por volta de 1000 a.C., os israelitas viviam nas terras altas situadas a oeste do rio Jordão, assim como numa área situada um pouco a leste deste rio, no atual território da Jordânia. Segundo a Bíblia, os israelitas dividiam-se em doze tribos, que alimentavam rivalidades mais ou menos intensas umas com as outras. O fator primordial da separação se estabelece na condição em que o Rei Selêucida se apodera do templo em Jerusalém e introduz idolatrias e praticas consideradas pagãs, proibindo a Torá e a circuncisão. Assim, as tribos do Norte associaram se com os selêucidas a fim de destruir a quem consideravam seus inimigos comuns na tribo de Judá ao sul.
Ainda de acordo com a Bíblia, estas tribos teriam sido unificadas em cerca de 1000 a.C pelo rei Saul, que foi sucedido pelo rei Davi; este foi por sua vez sucedido pelo seu filho Salomão.
Da mesma forma que os Samaritanos na verdade descendem de misturas de israelitas e povos e nações e que por fim foram para o exílio com estrangeiros depois de erguer seu próprio reino com capital em Samaria e ter todos os seus 10 reis amaldiçoados sucessivamente por Deus até serem expulsos para o exílio(Charles Hitmore. "Life and Times in The Old Testament." 1955).Tornaram-se espúrios e nunca mais voltaram do exílio, são as chamadas "Tribos perdidas". O que resta hoje em Israel são os descendentes dos judeus que permaneceram na terra, com milhares de descendentes conforme está escrito: "Eu os trarei de todas as nações da terra..." As 10 tribos nunca voltaram,
Depois da morte de Salomão, em cerca de 930 a.C., dez tribos do norte separaram-se e formaram o reino de Israel, também conhecido como reino da Samaria, devido ao nome da cidade que se tornou a sua capital no século IX a.C. Este reino tornou-se vizinho e por vezes rival do reino do Sul, o reino de Judá.

### Os dois reinos

Levante em ca.

O reino de Israel e o reino de Judá definiram-se um com relação ao outro. Embora fizessem parte da mesma comunidade, encontravam-se em disputa no domínio territorial, político e religioso.
Num contexto em que a religião e a política não estão separadas, o controle da religião é um aspecto importante do poder. Assim, cada reino fixou os seus próprios lugares de culto. O do reino de Judá já estava instalado em Jerusalém, enquanto que os do reino de Israel situavam-se em diversos pontos, encontrando-se os mais importantes nas extremidades norte e sul do reino, curiosamente não restou nada e nem nenhuma ruína de tais locais de culto do Reino do Norte. Porque tal como estava escrito, o Eterno Deus ordena aos Reis de Judá que derrubassem tais locais samaritanos que o culto era abominável e deveriam ser extirpados, em Betel e em Dã. Nos primeiros séculos esta diversidade de templos não representou um problema e não gerou qualquer tipo de cisma. Saliente-se que antes do ano 1 000 a.C. não existiam locais de culto permanentes, como mostra a Bíblia (o profeta Samuel, por exemplo, era sacerdote no santuário de Silo). O fenômeno estava relacionado com a ausência de uma centralização do poder inerente à vida das tribos.
De acordo com a Bíblia, as tribos do reino de Israel tinham uma inclinação para o pecado. Sobre os seus templos lança-se a acusação de estarem abertos aos ritos pagãos e de não serem verdadeiramente israelitas. É possível provar a realidade destas acusações, quando Deus mesmo permite o fim do Reino do Norte, seu exílio e a sua população quase na sua totalidade desaparecida. (Charles Hitmore. "Life and Times in The Old Testament." 1955)
A Origem dos samaritanos é de descendência assíria e mistura de povos dominadores hostis a casa de Israel e que, na época, estavam decididos a dominar toda a terra, porém um grande exílio os dispersou e eliminou. "Sendo assim o reino de Israel ficou dividido, formando Judá e Benjamim o reino do Sul e o restante das dez tribos o reino do Norte... E o rei da Assíria trouxe gente de Babilônia, de Cuta, de Ava, de Hamate e Sefarvaim, e a fez habitar nas cidades de Samaria, em lugar dos filhos de Israel, surgia os samaritanos."
Em 722 a.C. a saber o rei Salmaneser, os assírios conquistaram o reino de Israel, que transformaram numa província do seu império. O reino de Judá aceitou submeter-se à soberania dos assírios como estado vassalo, tendo por isso sobrevivido mais algum tempo. Restabeleceu a sua independência durante o reinado de Josias, tendo sido destruído pelos babilónios e a sua população deportada em 586-587 a.C.
Importante ressaltar que a cizânia entre os reinos se estabeleceu de tal forma que no período que Israel esteve sob domínio grego no período de Judas Macabeu, os samaritanos lutaram e apoiaram os gregos contra Judá. Porém Judá venceu e expulsou os dominadores gregos e rededica o templo de Jerusalém. (Charles Hitmore. "Life and Times in The Old Testament." 1955)

### Perspectiva judaica ortodoxa
De acordo com o II Livro de Reis, que se pensa ter sido redigido em meados do século VI a.C. (pelo menos cento e cinquenta anos após os acontecimentos), a população do reino de Israel foi deportada para outras regiões do Império Assírio como castigo pelos seus pecados. De seguida, esta população teria misteriosamente desaparecido (as "Dez Tribos perdidas de Israel").
A Bíblia refere que povos estrangeiros foram transladados para habitar o território das populações deportadas. Estes estrangeiros teriam criado uma religião nova, que misturava elementos hebraicos e pagãos, e encontram-se na origem dos samaritanos. A adulteração dos Dez mandamentos com a inclusão de um décimo primeiro mandamento com ordenança de adoração no Monte Guerizim aumentou a separação e as disputas. (Charles Hitmore. "Life and Times in The Old Testament." 1955)

### Perspectiva da História

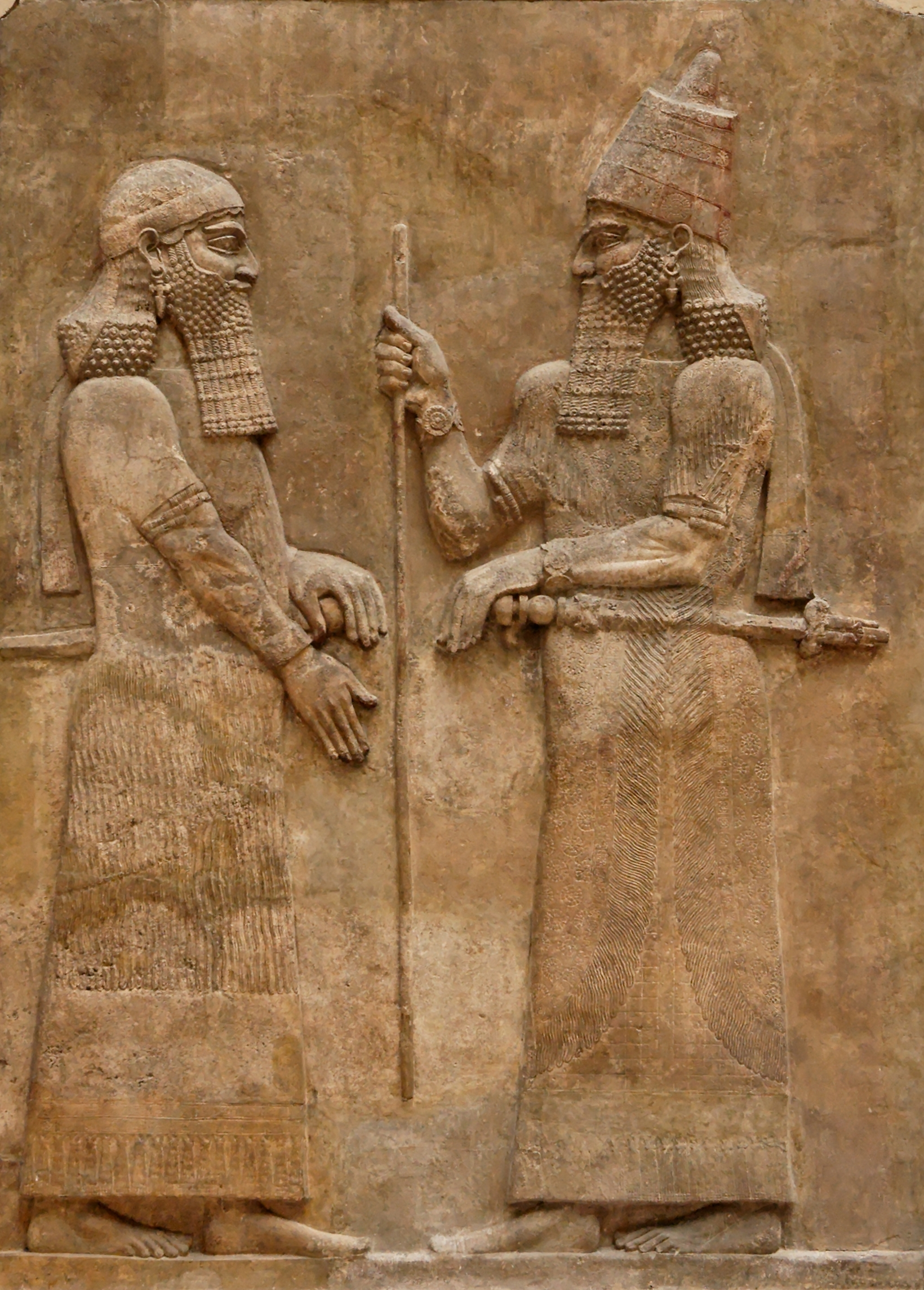
Sargão II e um alto dignitário

Os arqueólogos recuperaram uma boa parte dos arquivos do Império Assírio. As crônicas assírias de Sargão II, o rei que venceu o reino de Israel, afirmam:
| “ | Cerquei e ocupei a cidade da Samaria, e levei comigo 27 280 dos seus habitantes como cativos. Tomei-lhes 50 carros, mas deixei-lhes o resto das suas coisas | ” |

Alguns tradutores não estão de acordo quanto ao significado exacto de "cidade de Samaria", considerando que o texto original não esclarece se se trata da cidade ou do Estado da Samaria.
Há no entanto um ponto em comum com o II Livro de Reis, a deportação dos Israelitas. Mas há também uma diferença importante: o número de deportados. Segundo o livro bíblico de II Reis, toda ou quase toda a população foi deportada; segundo Sargão, foi apenas uma minoria. Os arqueólogos estimam que o reino da Samaria teria 200 000 pessoas, de acordo com as cidades e aldeias reencontradas. Sabe-se que ocorreu uma primeira deportação dez anos antes, quando o rei assírio Tiglat-Falasar III conquistou a Galileia. O total das duas deportações atinge cerca de 40 000 pessoas, ou seja apenas 20% do total dos habitantes, essencialmente a elite. Os historiadores acreditam que certos Israelitas do Norte teriam partido também como refugiados para o Reino de Judá.
A implantação de colonos estrangeiros é indicada várias vezes no resto do texto, mas a propósito de outras conquistas. Esta política de implantação era comum e, por conseguinte, foi provavelmente também feita na Samaria, como o indica o livro de II Reis. Na localidade de Gezer e nos seus arredores encontraram-se textos cuneiformes do século VII a.C. contendo nomes babilônicos. A transladação de populações estrangeiras na Samaria (pelo menos em certas zonas), encontra-se assim atestada. Contudo, a arqueologia revela que este repovoamento está longe de ter sido maciço. As cerâmicas, inscrições, aldeias, etc. mostram uma continuidade com o período anterior. O Livro de Jeremias afirma que 150 anos após a queda do reino do Norte, os Israelitas do Norte apresentaram oferendas no templo de Jerusalém.

### Perspectiva dos samaritanos
De acordo com o seu livro de Crónicas (Sefer ha-Yamim), os samaritanos consideram-se como descendentes das tribos de Efraim e de Manassés (duas tribos procedentes da tribo de José) que viviam no reino de Israel antes da sua destruição em 722 a.C. Esta visão está bastante próxima dos estudos da maior parte dos historiadores.
Os samaritanos afirmam ainda que foram os judeus a se separar deles quando da transferência da Arca da Aliança no século XI a.C. De acordo com a segunda das suas sete crônicas, foi o profeta Elias a causar o cisma quando estabeleceu em Siló um santuário que visava substituir o santuário do Monte Gerizim.
Mas não é fato, e para que o movimento samaritano surgido depois da separação entre os Reinos do Norte e do Sul modificaram decisivamente os dez mandamentos acrescentando o decimo primeiro onde "ordena-se" a construção do templo e adoração sobre o Monte Guerizim em Nablus. (Foster, Henry. "The lost Tribes" Ed. 1927)
De qualquer modo, os anos que se seguiram foram marcados pela esperança de libertação. Porem, em 722 o Reino do Norte foi definitivamente conquistado por Salmanaser V (726-722 a.C.), ocorrendo a consolidação assíria com Sargão II (722-705 a.C.). Samaria foi repovoada por colonos estrangeiros e a população deportada por todo o império assírio.

### Datação da ruptura

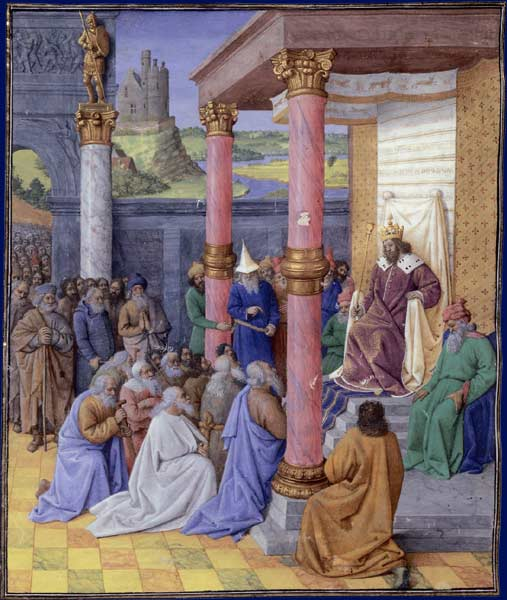
Ciro II e os hebreus. Iluminura de Jean Fouquet, c. de 1470-75

Em 586 a.C., o reino de Judá cai perante o inimigo, e uma parte da sua população é deportada para a Babilônia. Após a libertação dos exilados por Ciro II em 537 a.C., estes decidem reconstruir o templo de Jerusalém. Os samaritanos oferecem então a sua ajuda, mas esta é rejeitada, tal como descreve o Livro de Esdras.
Se tiver como referência o Livro de Esdras, a ruptura religiosa entre judeus e samaritanos teria ocorrido depois de 500 a.C. Porém, dado que há incertezas quanto à data de redação dos textos, conteúdo e aplicação do mesmos, subsistem dúvidas. Alguns estudiosos consideram que a ruptura ocorreu após o retorno de Neemias em 445 a.C.; o começo da história samaritana propriamente dita situar-se-ia no começo da época helenística, com a construção de um templo rival ao de Jerusalém, no monte Gerizim, em Siquém (atual cidade de Nablus). (Foster, Henry. "The lost Tribes" Ed. 1927)

## História dos samaritanos após a separação
Os samaritanos mantiveram uma população relativamente numerosa no norte da Palestina: estima-se o seu número em várias centenas de milhares até ao século VI; alguns autores apontam um valor de 1,2 milhão nos séculos IV e V. No entanto, nunca foram um povo independente, tendo passado pelo controle dos impérios que sucederam ao império assírio.

### Relações com o Império Selêucida
O reino selêucida foi um reino de cultura helenística governado por uma dinastia de origem Macedónia, que resultou da divisão do império de Alexandre, o Grande. Embora de início tivesse uma extensão territorial considerável, em pouco tempo restringiu-se à região da Síria-Palestina. O reino afirmou fortemente a cultura grega, o que, num primeiro momento, não representou um problema para os judeus e samaritanos que viviam na Palestina. A situação alterou-se durante o reinado de Antíoco IV Epifânio (175-163 a.C.), que lançou uma campanha de helenização forçada das populações do seu reino. A decisão de, em 168 a.C., consagrar o Templo de Jerusalém a Zeus obteve a aprovação de alguns judeus, gerando a revolta de outros, liderados pelos Macabeus.
Segundo o Livro dos Macabeus, tropas samaritanas teriam se unido em 166 a.C. ao exército selêucida para combater os judeus durante a revolta dos Macabeus. No domínio da religião, os samaritanos teriam também aceitado transformar o templo do monte Gerizim num templo helenístico.
No entanto, esta aliança política com os selêucidas não deixou rastro nos samaritanos quando o domínio selêucida terminou. É portanto possível que tenha sido uma aliança política sem conteúdo religioso, embora esta aceitação reforce a acusação de paganismo que já se encontrava presente no Livro dos Reis.

### Relações com os judeus da Antiguidade
As relações com os judeus foram em geral negativas durante toda a Antiguidade. Existia entre eles um ódio recíproco. Depois do sucesso da revolta judaica contra os selêucidas, o novo reino dos Hasmoneus, governado por João Hircano I conquista Siquém e destrói o templo do Monte Gerizim (108 a.C.).
Os samaritanos tornam-se súditos de um Estado que não os considerava como judeus. Contudo, Flávio Josefo refere que até à época do procurador romano de Coponius (6-8 d.C.), o Templo de Jerusalém encontrava-se aberto aos samaritanos.
Depois da conquista romana de 63 a.C., a Samaria conheceu várias reorganizações administrativas. Em 30 a.C., o imperador romano Augusto acrescenta-a ao reino de Herodes, o Grande. Em seguida, a província da Samaria e as cidades da costa são enquadradas na província romana da Síria (ou da Fenícia, conforme as épocas), escapando ao poder judeu. O Império Romano era tolerante para com as religiões dos povos conquistados. (The Education History - Rome)

### Relações com o Império Romano
A chegada do Império Romano à região em 63 a.C. permitiu aos samaritanos libertarem-se progressivamente dos judeus. Mas as relações com este império foram por vezes conflituosas. (Foster, Henry. "The lost Tribes" Ed. 1927)
Durante o levante judaico de 67-73, o imperador Vespasiano temeu assistir a uma aliança dos samaritanos com os judeus. Segundo Flávio Josefo, Vespasiano teria enviado tropas contra os samaritanos, que foram cercados; apesar de terem ficado sem água e de lhes ter sido oferecida a rendição, os samaritanos resistiram e foram executados.
No reinado de Adriano (de 117 a 138), os judeus e os samaritanos foram castigados com a proibição de celebrarem o shabat (Sábado) e as festas, bem como de praticarem a circuncisão e os banhos rituais. As crônicas samaritanas atribuem a Adriano a destruição de todos os seus livros sagrados, com excepção do Pentateuco e da genealogia dos sacerdotes.

### Relações com o Império Bizantino

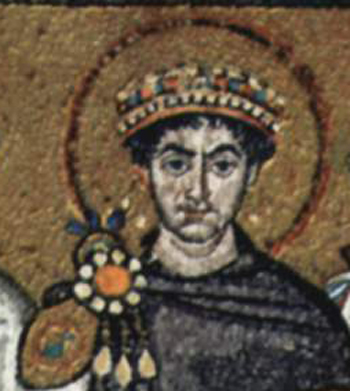
Justiniano I

O Império Romano dividiu-se definitivamente em 395. A partir desta data, haveria um Império Romano do Ocidente, que desaparece em 476, e um Império Bizantino. O Império Bizantino tentaria converter pela força certas minorias (cristãs ou não) à sua forma de cristianismo.
Assim, o imperador Zenão lança-se de ataque aos judeus e aos samaritanos. Durante o seu reinado o templo dos samaritanos foi destruído pela segunda vez e desta feita de forma definitiva, não tendo sido reconstruído.
Sob a condução de um líder carismático e messiânico, chamado Juliano ben Sabar (ou ben Sahir), os samaritanos revoltaram-se em 529. Com a ajuda dos gassânidas (árabes cristãos), o imperador Justiniano I esmaga a revolta. Dezenas de milhares de samaritanos foram mortos ou vendidos como escravos. Outros converteram-se, sem dúvida como maneira de escapar à repressão. De uma população de pelo menos centenas de milhares de pessoas, passa-se rapidamente a uma pequena população. O Império Bizantino foi o responsável pela transformação dos samaritanos de um povo que ocupava uma região onde se desenvolveu a uma minoria submetida e idólatra.

### Relações com o islamismo
Boas de início, as relações entre os samaritanos e os poderes islâmicos não foram contudo sempre perfeitas. Algumas fontes referem-se à destruição de lugares de culto judaicos e samaritanos no século IX. Os Mamelucos teriam destruído lugares de culto samaritanos no século XIV. As relações com os Otomanos foram bastante más, excepto no período final do império. Durante esta era, muitas famílias samaritanas mudaram de religião; várias famílias prestigiadas de Nablus, como as famílias Shakhsheer, Yaish e Maslamany, que eram samaritanas, aderiram ao islão nesta época. Em 1596, o sumo sacerdote Pinhas VII foi obrigado a se exilar em Damasco, onde se contavam apenas 132 samaritanos.
Em 1841 os ulemas de Nablus acusaram os samaritanos de serem pagãos, o que desencorajava certos muçulmanos a incluí-los na sociedade islâmica. Esta crise foi resolvida graças à intervenção do grão-rabino da Palestina que emitiu um documento no qual atestava que os samaritanos eram um ramo dos filhos de Israel.
No fim século XIX, o samaritanos obtiveram o reconhecimento jurídico das autoridades otomanas através do sistema Millet.
No século XX, os viajantes descrevem a pequena população samaritana como miserável, composta por comerciantes e alfaiates.
Observação importante: O Alcorão relata que os samaritanos ja existiam na época do Êxodo. Ver em Sura 20:85-99.

### Época moderna
Na segunda metade século XIX, os samaritanos não ultrapassavam 120 pessoas, passando para 146 em 1917. O seu futuro mostra-se assombrado pela consanguinidade, pela pobreza e pelas conversões. Os observadores da época prediziam frequentemente o seu desaparecimento próximo.
Depois da instalação do Mandato Britânico na Palestina (1922), as relações dos samaritanos com os sionistas foram cordiais. Os sionistas, judeus seculares, interessam-se pouco pelas disputas religiosas e reconhecem sem dificuldades os samaritanos como judeus[carece de fontes?].
Hoje a população samaritana é estimada em cerca de 670 pessoas (2005), que vivem no monte Gerizim e em Holon, comunidade essa criada pelo segundo presidente de Israel, Yitzhak Ben-Zvi, em 1954,
Devido a sua resistência a aceitar convertidos, a comunidade samaritana tem sido reduzida grandemente, além de enfrentar enfermidades genéticas. Apenas em tempos recentes foi aceito que homens da comunidade se casem com mulheres judias não-samaritanas.

## Religião
À semelhança do judaísmo, os samaritanos conheceram disputas religiosas, que são mal conhecidas. Hoje em dia existe na religião samaritana apenas uma corrente religiosa.

### Textos sagrados

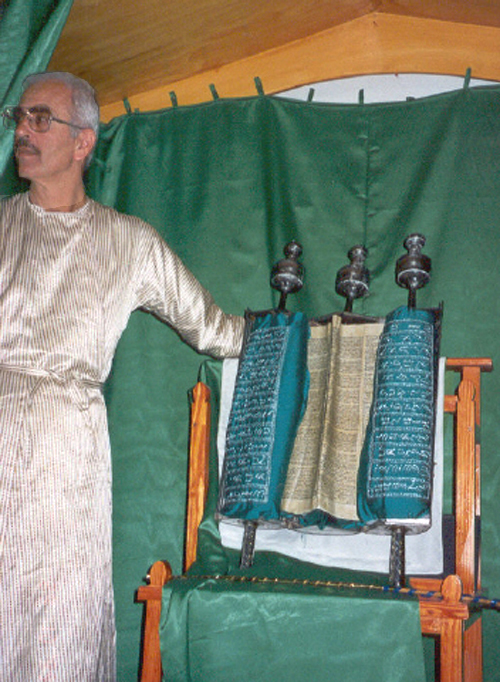
Samaritano e Torá samaritana

Os samaritanos aceitam apenas a autoridade do Pentateuco. Rejeitam os outros livros da Bíblia judaica, assim como a tradição oral (Talmud). O Pentateuco dos samaritanos é escrito em hebraico samaritano com recurso ao alfabeto samaritano, uma variante do antigo alfabeto paleo-hebraico abandonado pelos judeus.
Para além da questão linguística, existem diferenças entre as duas versões do Pentateuco. A mais importante está relacionada com a atribuição ao monte Gerizim do estatuto de local mais sagrado em vez de Jerusalém: Os Dez Mandamentos da Torá samaritana integram como décimo mandamento o respeito do Monte Gerazim como centro do culto, enquanto o nono mandamento foi dividido para completar a obliteração do último, na adulteração feita pelos rabino no Concílio de Jamnia, basta observar que os dois últimos mandamentos podem perfeitamente ser parte de um só e parecem ter sido desmembrados. As duas versões dos Dez Mandamentos existentes na Bíblia (no Livro do Êxodo e Deuteronômio), encontram-se entre os samaritanos uniformizadas.
Para os samaritanos, aquilo que os judeus chamam de primeiro mandamento ("Eu sou o Senhor teu Deus, que te tirei da terra do Egito, da casa da servidão") é apenas uma apresentação que Deus faz de si próprio; assim, o primeiro mandamento dos samaritanos é o segundo mandamento dos judeus ("Não terás outros deuses diante de mim"). Segundo os samaritanos os judeus fizeram da apresentação de Deus o primeiro mandamento depois de terem retirado como décimo mandamento o dever de considerar o monte Gerizim como local de culto.
As crianças são iniciadas no estudo da Torá quando têm quatro ou cinco anos. Quando a criança leu a Torá por completo tem lugar uma cerimónia especial; atingir este objetivo pode variar segundo a criança, pelo que a cerimónia pode ocorrer entre os seis e os dez anos.

### Doutrinas
O "credo" samaritano baseia-se nos cinco seguintes pontos:
1. Unidade e unicidade de Deus.
2. O único profeta é Moisés.
3. O Pentateuco são os únicos cinco livros inspirados.
4. O monte Gerizim, onde houve um santuário na Antiguidade, é o único lugar escolhido por Deus para situar um santuário, sede da sua santidade (segundo Deuteronômio 11:29 e Deuteronômio 27:4, sendo que nesta última os samaritanos lêem Gerizim em vez de Ebal).
5. A ressurreição dos mortos ocorrerá antes do Juízo Final.

Os samaritanos aguardam o aparecimento do Messias, o Taheb, que será semelhante a Moisés. Ele viverá cento e dez ou cento e vinte anos e fundará um reino que durará vários séculos.

### Festas religiosas
O calendário samaritano baseia-se no calendário judaico, tendo sofrido alterações durante os períodos bizantino e árabe. Pode recorrer a duas eras, contando os anos desde a criação do mundo ou desde o ano em que os Israelitas entraram na Terra Prometida. Os meses são designados recorrendo-se a nomes ordinais ("primeiro", "segundo", etc...), embora também se possam usar os nomes judaicos e árabes.
Os cálculos do calendário e dos dias das festas são feitos pelos sacerdotes. Duas vezes por ano o sumo sacerdote samaritano distribui o calendário para o período de seis meses que se segue. Nestas duas ocasiões cada homem samaritano paga ao sumo sacerdote uma quantia de dinheiro (em alusão ao meio siclo de Êxodo 30:11–16)
Os samaritanos celebram sete festas religiosas: Pessach (Páscoa), Massot (a Festa dos Pães Ázimos), Shavuot, a Festa do Sétimo Mês, Yom Kippur, Sucot e Shemini Aseret (festa do último dia de Sucot). Três destas festas implicam a realização de uma peregrinação ao Monte Gerizim.
A principal festa religiosa dos samaritanos é a Páscoa. Ao contrário dos judeus, os samaritanos conservaram a tradição do sacrifício do cordeiro pascal, seguindo as regras que se encontram consignada no capítulo 12 do Livro do Êxodo.
O sacrifício é realizado no monte Gerizim, embora no passado tenha sido celebrado nas povoações samaritanas. Durante o sacrifício o sumo sacerdote lê as passagens do Êxodo associadas ao dever religioso. O abate dos animais ocorre no preciso momento em que o sumo sacerdote lê o texto do Êxodo 12:6.

### Outras práticas
Para além destas crenças e festas, os samaritanos procuram seguir estas práticas:
1. Viver perto do Monte Gerizim (o que é posto em causa com a instalação de uma parte da comunidade em Israel).
2. Participação obrigatória de toda a comunidade no sacrifício da Páscoa.
3. Observância do Shabat.
4. Respeito pelas regras de pureza descritas na Torá. Neste sentido, os samaritanos ainda seguem as regras do Levítico abandonadas pelos judeus, como a obrigação da mulher se isolar da comunidade durante o período da menstruação ou depois de ter dado à luz.

Os samaritanos utilizam mezuzot mais grossas que as mezuzot judaicas, mas recusam o uso dos tefilin.
A menorá é considerada pelos samaritanos como o seu símbolo nacional. A estrela de David, pelo contrário, não é por eles usada, já que se trata de um símbolo especificamente judeu que não é mencionado na Bíblia.
A circuncisão das crianças do sexo masculino é feita no oitavo dia.

## A visão cristã sobre os samaritanos
O surgimento do cristianismo se deu em uma época de conflito entre judeus e samaritanos, e o ministério apostólico os englobou em sua obra missionária (por exemplo João 4:5–42 e Atos 8:4–19). Jesus, por exemplo, usou esta diferença religiosa para enfatizar o amor ao próximo na história do "Bom samaritano" (Lucas 10:25–37).

## Os samaritanos hoje

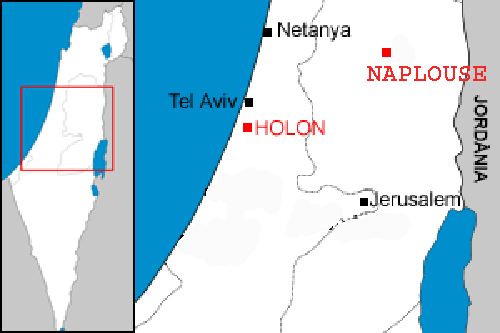
Localização das duas cidades onde vivem os samaritanos

Um estudo de 2003 produzido pela comunidade samaritana estima o seu número em 654 pessoas, das quais 346 (179 homens e 167 mulheres) vivem em Holon em Israel e 308 (165 homens e 143 mulheres) em Nablus na Cisjordânia. A natalidade é média, implicando um crescimento demográfico lento: 2,2 a 2,3 filhos por família. Este crescimento moderado deve-se em parte ao facto dos samaritanos se casarem numa idade avançada, quando comparada com outros grupos; a idade média do casamento corresponde aos 31,3 para os homens e 24,6 para as mulheres. Refira-se que o número de samaritanos em 1969 era de 414 pessoas.
Depois da guerra de 1948 a fronteira com a Jordânia encerrou-se, rompendo os laços entre os dois ramos da comunidade. Entre 1951 e 1967 o rei da Jordânia autorizou os samaritanos de Israel a viajar a Nablus na Cisjordânia (que na época encontrava-se ocupada pela Jordânia) uma vez por ano, para a festa da Páscoa. Esta separação foi mal vivida por uma comunidade pequena, que já se encontrava em risco de desaparição.

### Os samaritanos de Nablus

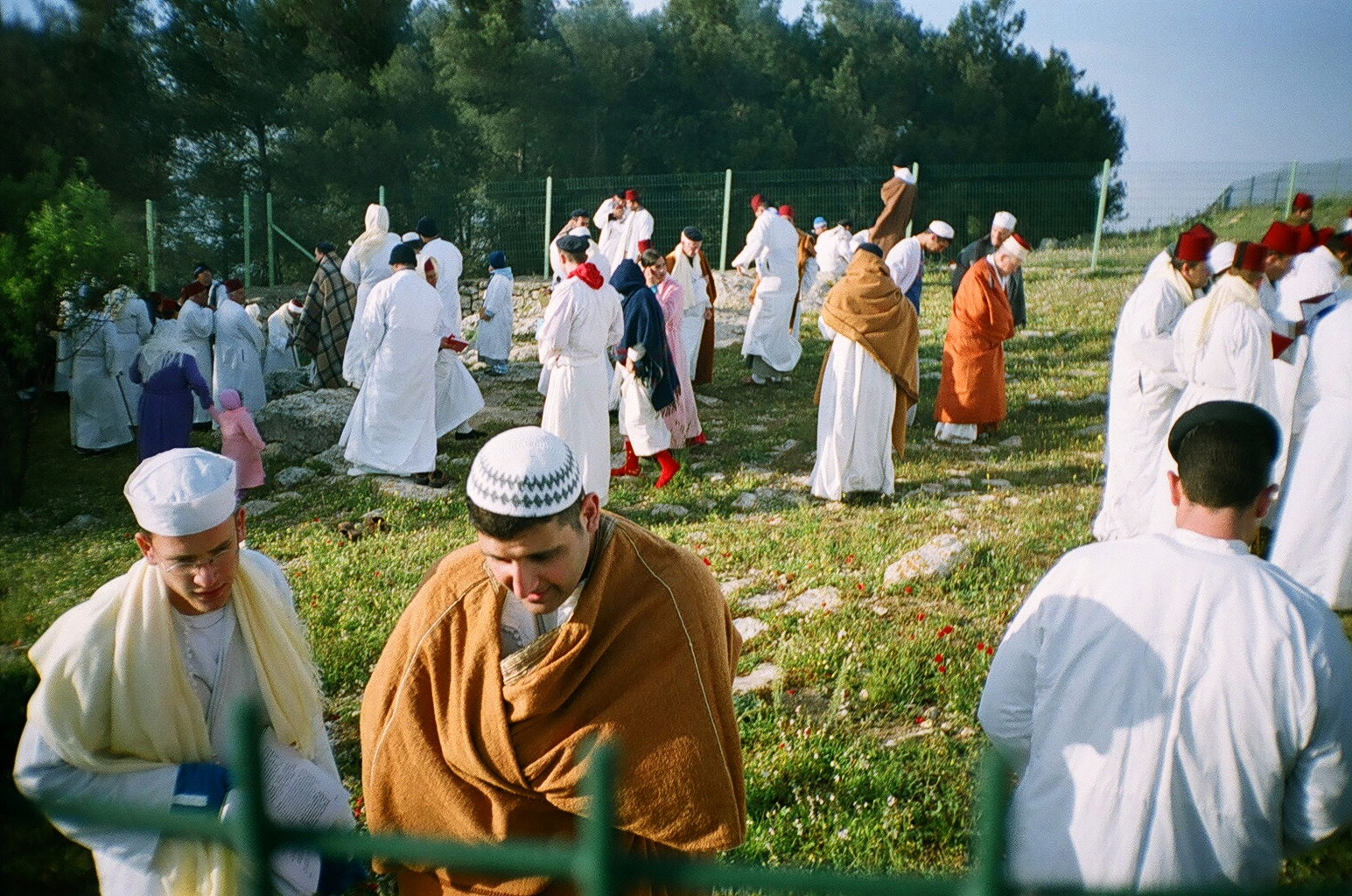
Samaritanos no monte Gerizim

Os samaritanos de Nablus vivem quase todos num bairro da cidade há vários séculos.
O rei Hussein da Jordânia comprou terras perto do monte Gerizim, que entregou à comunidade samaritana, que as utilizou para construir uma aldeia de nome Kiryat Luza. Esta localidade é o centro espiritual da comunidade, encontrando-se nela a residência do sumo sacerdote.
Os samaritanos da Cisjordânia utilizam a língua árabe na sua vida quotidiana; como língua litúrgica usam o hebraico samaritano.
Depois da Guerra dos Seis Dias, a administração militar israelita da Cisjordânia, sob pressão da comunidade samaritana de Israel, colocou em prática uma política favorável aos samaritanos de Nablus. Apesar de terem beneficiado desta política, os samaritanos tiveram o cuidado de não aparecerem como traidores aos olhos dos palestinianos, desempenhando por vezes um papel de intermediários entre a população de Nablus e o exército israelita.

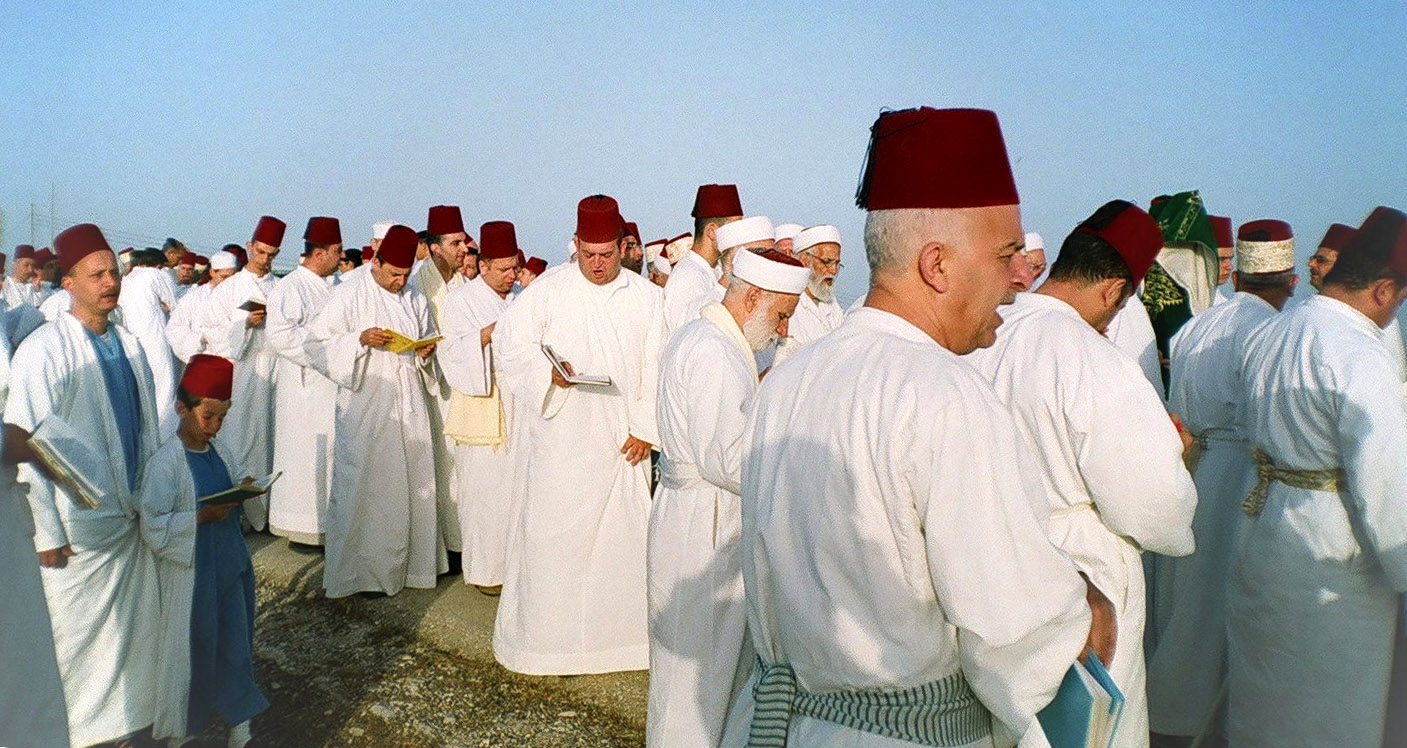
Samaritanos no monte Gerizim

### Os samaritanos de Holon
A partir de 1905, várias famílias samaritanas instalaram-se na zona costeira da Palestina, em Jafa, sob a direção de Abraham ben Marhiv Tsedaka. Este procurou que a comunidade saísse do seu isolamento geográfico, abrindo-a às novas oportunidades econômicas.
Outros samaritanos instalam-se em Israel em 1951 no quadro de um programa de reunificação de famílias aprovado pela Jordânia e Israel.
Em 1955 várias famílias samaritanas que procuravam trabalho instalam-se em Holon, a sul de Tel Aviv, num bairro criado com a ajuda do antigo presidente israelita Yitzhak Ben-Zvi e de Yefet b. Avraham Tsedaka, líder do samaritanos residentes fora de Nablus.
Progressivamente este número aumentou, contando-se cerca de 350 pessoas em 2005. Os samaritanos de Holon habitam em torno do seu local de culto, a rua Ben Amram, num grupo de casas situada ao longo da artéria principal da cidade. O nível de vida e a escolaridade dos samaritanos de Israel é superior ao dos samaritanos da Cisjordânia. Encontram-se integrados na sociedade israelita, apesar de preservarem às suas especificidades religiosas. Na sua vida quotidiana falam o hebraico, recorrendo ao hebraico samaritano para a liturgia. Prestam serviço militar no exército israelita, com excepção dos samaritanos oriundos das famílias sacerdotais. Foi a comunidade de Holon que fundou em 1969 o A. B. - The Samaritan News, o primeiro jornal da comunidade samaritana.

### Organização e relações com Israel
Do ponto de vista religioso, os samaritanos são dirigidos por um sumo sacerdote que reside em Nablus. Os sacerdotes afirmam-se descendentes da tribo sacerdotal de Levi. Depois da guerra de 1967, as duas comunidades (a de Nablus e de Holon) criaram cada um conselho de sete membros eleitos. Estes conselhos encarregam-se dos assuntos civis da comunidade e servem de interlocutores com as autoridades israelitas e palestinianas.
No plano familiar, os samaritanos organizam-se em oito "casas" patriarcais, das quais quatro derivam de um "casa" original, os Danafis, originária de Damasco; duas outras casas são oriundas da "casa" Marchiv, cujas origens estão em Gaza e Sarafend. As oito "casas" são Dom Kaplanski (a casa sacerdotal), Tsedaka Hatsafari, Altif Danafi, Marchiv Marchivi, Sassoni-Sirrawi Danafi, Yehoshua Marchivi, Meshallema Danafi e Shalabi Danafi. As duas últimas têm uma existência residual, dado que não contavam com nenhuma pessoa em 2003. A pertença a uma destas "casas" é transmitida pelo pai. Segundo os samaritanos, estas "casas" estão ligadas a uma das antigas tribos de Israel. Tal como acontece em outras sociedades tradicionais, os mais velhos desempenham um papel fundamental, embora não possuam nenhum poder oficial.
A maioria dos casamentos é feita no seio da mesma "casa", o que não contribui para melhorar os problemas de consanguinidade que a comunidade conhece.
Os samaritanos são reconhecidos como judeus pelo Estado de Israel, encontrando-se abrangidos pelo "lei do retorno" que concede a cidadania israelita de forma automática. Os bilhetes de identidade dos samaritanos de Israel classificam-nos como "judeus samaritanos" ou simplesmente "judeus". No entanto, os samaritanos não são reconhecidos como judeus pelo rabinato ortodoxo de Israel. As relações com os judeus ultraortodoxos são particularmente más, já que os primeiros os rejeitam completamente. Em 1992 foi mesmo proposto retirar aos Samaritanos a possibilidade de beneficiarem da lei do retorno, sob pressão do Shas, partido ultraortodoxo, mas o Tribunal Supremo de Israel confirmou em 1994 o estatuto de judeus dos Samaritanos.
Saliente-se que os próprios samaritanos não se consideram propriamente judeus (descendentes dos habitantes do reino de Judá), mas antes como Israelitas descendentes dos habitantes do reino da Samaria. Para os samaritanos, os judeus seriam outro ramo do povo israelita.

## Crenças
O samaritanismo é uma religião que parece estritamente mosaica. Seu credo é baseado nos seguintes dogmas:
Na fé samaritana, a lei foi dada por Deus a Moisés, que é o único profeta.
1. Existe apenas um Deus verdadeiro (YHWH, o Deus de Israel).
2. A lei foi dada por Deus a Moisés , que é o único profeta,
3. Os Livros da Lei de Moisés (o Pentateuco) são os únicos inspirados.
4. O monte Gerizim, e não Jerusalém, é o único lugar escolhido por Deus para reservar um verdadeiro santuário, sede da sua santidade. (Cassiodoro de Reina, Cipriano de Valera (1909). " Deut. 11, 29. "Bíblia, tradução Reina-Valera (Wikisourc ). e 27: 4,)
5. Os sacerdotes são os intérpretes da lei e dos guardiões da tradição.

E também aceita a crença em:
1. O Messias (Taheb ).
2. O Dia do Juízo. (Casiodoro de Reina , Cipriano de Valera (1909). " Deut. 32, 34-35, " Bíblia , tradução Reina-Valera ( Wikisource ).)
3. Céu e Inferno da escatologia samaritana, a história do relacionamento de Deus com Israel pode ser vista por períodos de graça: Da criação do mundo ao momento em que Deus se separa de seu povo (Israel) Após a rebelião de Eli, é considerado o tempo do favor divino (Rahuta). A partir de então, até o nosso tempo, é considerado o tempo da diva divina (Fanuta), uma era que acabará com a vinda de Taheb no fim dos tempos que restaurará o favor divino. [Ele viverá cento e dez anos e estabelecerá um segundo reino que durará um certo tempo.]

O Memar Marqah é o texto mais importante para os samaritanos, depois do Pentateuco e é a mais antiga fonte teológica da tradição samaritana. Formule cinco crenças fundamentais.
- Somente o Senhor é Deus e não há ninguém como ele.
- Moisés foi o profeta escolhido por excelência por Deus.
- Observe a Lei dada por Javé a Moisés. Os samaritanos são guardiões da Lei.
- O monte Garizim ou Gerizim é sagrado, a casa de Deus (Casiodoro de Reina, Cipriano de Valera (1909). " Gênesis", Bíblia, tradução Reina-Valera (Wikisource).), o lugar escolhido por Ele para Seu santuário, o umbigo do mundo (Cassiodoro de Reina, Cipriano de Valera (1909). "Juízes", Bíblia, tradução Reina-Valera (Wikisource).).
- A vinda de Ta'eb, o restaurador de todas as coisas, iniciará o tempo de vingança e recompensa. O santuário do monte Garizim será restaurado, os ímpios serão destruídos e os justos serão recompensados (Cassiodoro de Reina, Cipriano de Valera (1909)). Deuteronômio 32, 35. Bíblia, tradução Reina-Valera (Wikisource).).

Monte Garizim.
Desde 1906, foram realizadas escavações arqueológicas.
De acordo com as Crônicas Samaritanas, a separação dos judeus foi causada pelo sacerdote Eli, que decidiu ir a Silo para construir um santuário para rivalizar com o de Garizim. Dizem que os próprios judeus reconhecem a corrupção que reinava nesse santuário (Cassiodoro de Reina, Cipriano de Valera (1909). " 1Samuel 2, 12-17." Bíblia, tradução Reina-Valera (Wikisource).). Eles afirmam que os sacerdotes de Garizim se opuseram à nomeação do rei Saul, que mais tarde, como monarca, destruiu o santuário de Garizim. Dizem que os samaritanos se opuseram tanto aos reis de Judá quanto aos do norte. Quando o reino do norte de Israel foi destruído pelos assírios, uma parte dos samaritanos foram deportados e, quando eles voltaram, restabeleceram o culto de Garizim. Eles reconstruíram o Templo do lugar no século IV a.C., mas foi destruído em 128 a.C. pelo monarca judeu João Hircano, filho de Simão Macabeu.
Sua cidade sagrada é Nablus, anteriormente chamado Siquem ou Sicar, onde de acordo com Casiodoro de Reina; Cipriano de Valera (1909). «Gênesis». Bíblia; Tradução Reina-Valera (Wikisource). Jacob ergueu um altar a Deus e de acordo com Casiodoro de Reina; Cipriano de Valera (1909). «Gênesis». Bíblia; Tradução Reina-Valera (Wikisource). Foi dado por ele como uma herança para seu filho favorito, Joseph, e ali foi enterrado (Casiodoro de Reina, Cipriano de Valera, 1909), "Joshua." Bíblia, tradução Reina-Valera (Wikisource)). Durante Pesach, os samaritanos fazem sacrifícios no monte Gerizim, perto de Naplusa, porque de acordo com o Pentateuco samaritano (Cassiodoro de Reina, Cipriano de Valera (1909)). Deuteronômio 27, 4. Bíblia, tradução Reina-Valera (Wikisource )) Essa é a montanha sagrada.
Os samaritanos só aceitam Moisés como o único profeta e não reconhecem a tradição oral do Talmud, o livro dos Profetas ou os Escritos porque são guiados exclusivamente pelos cinco livros da Torá. Usam um código chamado Hillukh que tenta aplicar a Torá à vida social.
Geralmente, os samaritanos são educados por seus rabinos (chamados "Cohanim", plural de "Cohen") como parte do povo hebreu, mas não do povo judeu,

### Problemas de consanguinidade

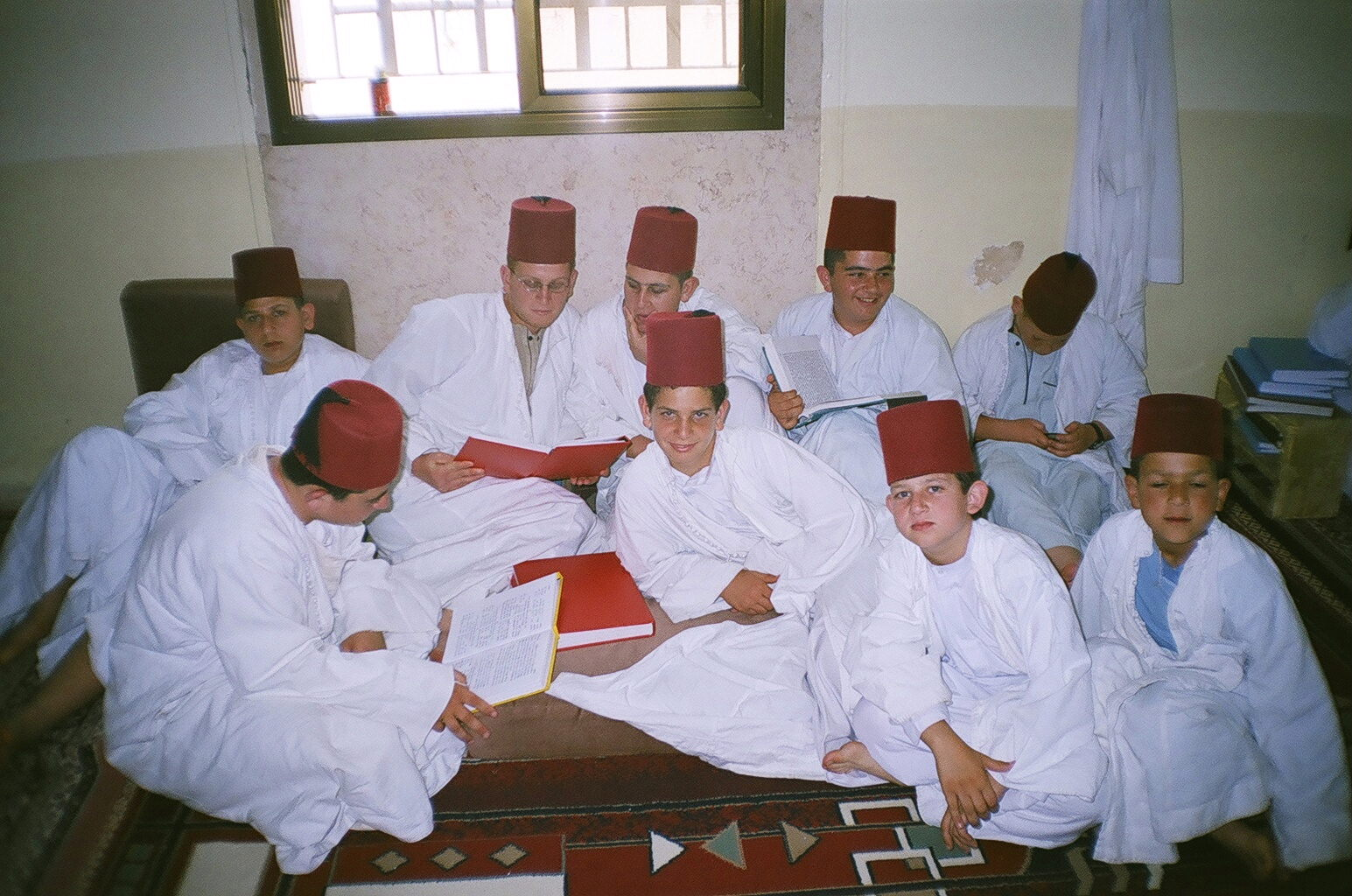
Jovens Samaritanos em 2006

Os problemas oriundos da consanguinidade são comuns entre os samaritanos. Hoje em dia, antes de terem filhos muitos casais samaritanos submetem-se a exames genéticos no hospital israelita Tel HaShomer. Desde a década de 1920 do século XX que os samaritanos admitem a entrada de mulheres judias na comunidade, como forma de resolver este problema. Contudo, estas uniões levantam problemas para ambas as partes: o rabinato de Israel, que possui o monopólio sobre o casamento no país, é contra as uniões com samaritanos, enquanto que para os samaritanos as uniões podem gerar a dissolução no meio judaico. Estes casamentos são por isso raros. Em 2003 encontravam-se recenseados 14 casamentos mistos.
Numa nova tentativa de solucionar a situação, Eleazar ben Tsedaka, sumo sacerdote dos samaritanos desde 2004, emitiu uma diretiva que autoriza os homens da sua comunidade a casar com mulheres oriundas de qualquer meio religioso, desde que estas se convertam à fé samaritana antes do casamento.

### Genética
De acordo com um estudo genético de 2004, o haplogrupo J presente nos samaritanos é aquele pertencente ao dos cohen (sacerdotes judeus), o que indicaria ser essa linhagem a israelita original antes da destruição do reino de Israel pelos assírios.
Um estudo genético de 2013 também identificou os samaritanos como tendo origem no reino de Israel:
| “ | "os samaritanos são um grupo de [...] nativos do Oriente Médio, metade dos quais vive em Holon, subúrbio de Tel Aviv, e a outra metade em Nablus. [...] A ancestralidade dos samaritanos tem sido objeto de controvérsia desde os tempos bíblicos tardios até o presente. Neste estudo foram analisados [...] o cromossomo y e 15 marcadores autossômicos em uma amostra de 12 samaritanos pouco relacionados entre si, e 461 judeus e não judeus. Estimativas de distâncias genéticas entre os samaritanos e sete populações judaicas e três populações judaicas de Israel, assim como populações da África, Paquistão, Turquia, e Europa, revelaram que os samaritanos estão intimamente relacionados aos cohen. Esse resultado apóia a posição samaritana de que descendem das tribos de Israel que existiam antes do exílio promovido pelos assírios em 722-720 antes da era comum". | ” |

| Samaritanos                 | Samaritanos                                   | Samaritanos                                   |
| --------------------------- | --------------------------------------------- | --------------------------------------------- |
|                             |                                               |                                               |
| Linguagem                   | Árabe e hebraico                              | Árabe e hebraico                              |
| Religião                    | Samaritano                                    | Samaritano                                    |
| Grupos étnicos relacionados | Judeus                                        | Judeus                                        |
| Assentamentos importantes   |                                               |                                               |
| 1º                          | Holon, Tel Aviv, Israel                       | Holon, Tel Aviv, Israel                       |
| 2º                          | Monte Gerizim, Nablus, Cisjordânia, Palestina | Monte Gerizim, Nablus, Cisjordânia, Palestina |
| [editar dados na Wikidata ] |                                               |                                               |

Os samaritanos (em hebraico שומרונים (Shomronim) em árabe السامريون (as-Sāmariyyūn)) conforme já dito acima, são um grupo étnico e religioso considerado descendente das doze tribos de Israel. Falam árabe ou hebraico modernos. Por suas cerimônias religiosas, eles usam o hebraico samaritano ou o aramaico samaritano.

## História
O culto samaritano no Monte Gerizim em 1900.
Segundo a tradição, são descendentes de Manassés e Efraim, filhos de José. No ano 926 a.C., as tribos do norte se rebelaram contra o rei Roboão, filho de Salomão. Dois reinos surgiram desta rebelião: a de Israel, no norte, com a sua capital em Siquém (hoje Naplusa) e a de Judá, no sul, com a sua capital em Jerusalém. No ano 875 a.C. o rei de Israel, Omrí, mudou a capital para Samaria,
No ano 740 a.C. Os assírios conquistaram as dez tribos de Israel. A Bíblia diz que as pessoas originais foram para o exílio (na realidade, apenas a elite intelectual) e foram substituídas por pessoas estrangeiras que receberam algumas instruções religiosas semelhantes ao judeu. Embora o povo samaritano, originário dessa mistura, tenha reconhecido a Torá, foi desprezado pelo povo judeu. Na verdade, apenas a elite eclesiástica e intelectual sofreu o exílio assirio, quando retiraram do povo aos depositários do conhecimento mais ortodoxo, geraram lideranças com uma tradição judaica, mas distinguiram-se da ortodoxia substituída, explicada pelas elites desarraigadas como uma mistura ilegítima.
Entre o século IV aC. a VIII d.C. A língua samaritana era um ramo ocidental da língua aramaica, comumente usado para falar e escrever, produzindo então a tradução do Samaritano Targum. Então, no discurso comum, ele foi deslocado pelo árabe e, nos escritos, ele era muito influenciado pelo árabe e também pelo hebraico,

## Era Moderna

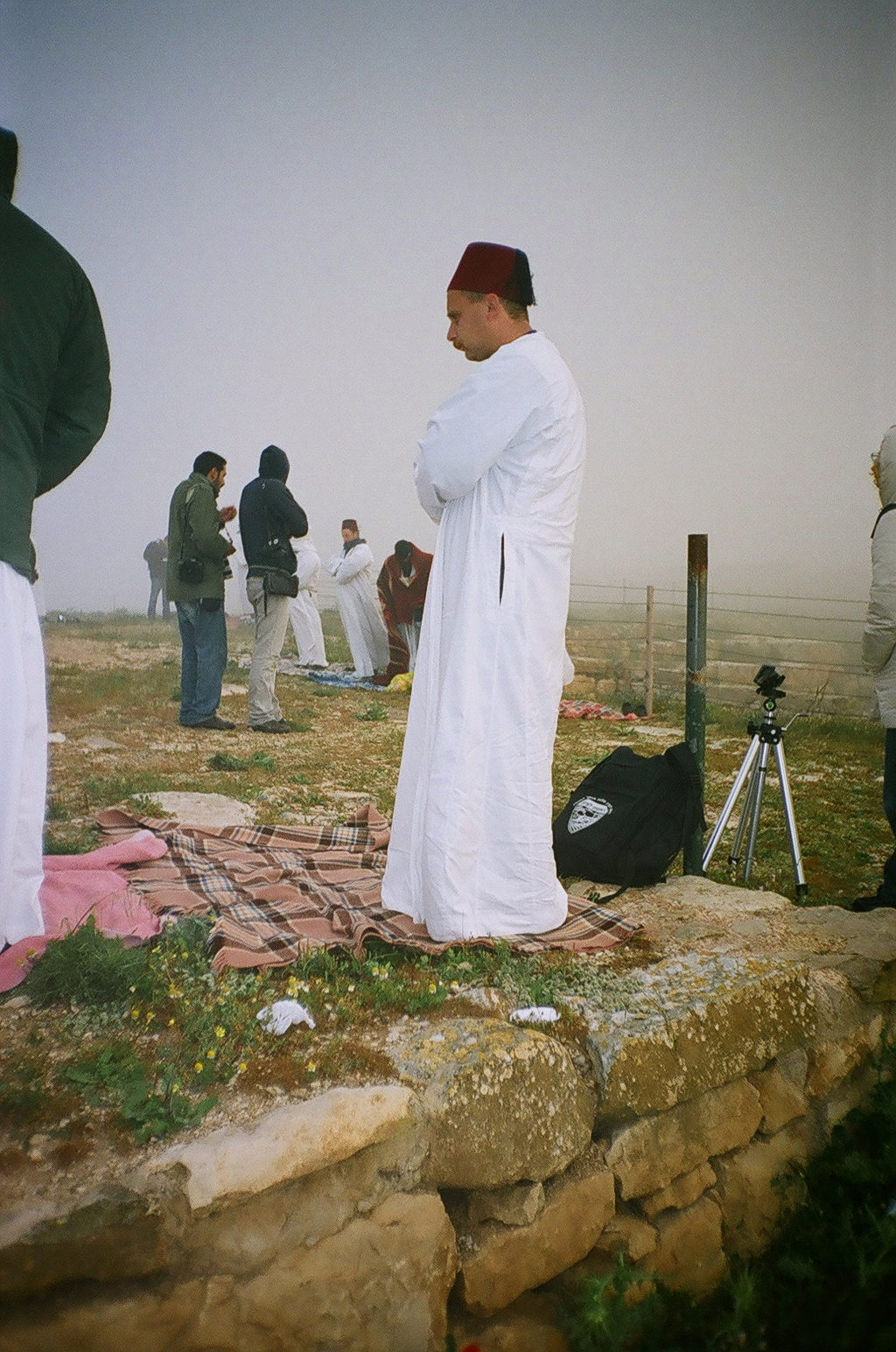
Samaritano no Monte Gerizim durante a celebração da Páscoa em 2006.

A população atual dos samaritanos é 750 (2012), dividida em seu sagrado Monte Gerizim e Jolon perto de Tel Aviv, onde eles têm seu bairro chamado Nevé-Pinjás. Até a década de 1980, a maioria dos samaritanos vivia na cidade de Nablus, sob o monte Garizim.
Em 1954, o segundo presidente israelita, Yitzhak Ben-Zvi, criou a comunidade samaritana em Jolón. Os samaritanos geralmente não querem participar do conflito entre palestinos e israelenses.
Devido à sua população reduzida, à sua endogamia e à sua recusa em aceitar convertidos, os samaritanos tiveram problemas de doenças genéticas. Somente nos últimos tempos eles aceitaram que os homens da comunidade se casem com mulheres não samaritanas (judeus).
Os samaritanos no monte Gerizim falam árabe como um primeiro idioma e o hebraico moderno como o segundo. A maioria dos samaritanos de Jolón (especialmente as gerações mais novas) tem hebraico como língua materna, embora também entendam o árabe. O hebraico samaritano e o aramaico samaritano são usados na liturgia e não são falados na vida cotidiana.

## Samaritanos no Novo Testamento
No Novo Testamento existem vários episódios referentes aos samaritanos. Na parábola do "Bom Samaritano" (Cassiodoro de Reina, Cipriano de Valera, 1909) «Lucas 10, 25-37», Bíblia, tradução Reina-Valera (Wikisource).) explica a importância do amor ao próximo baseado em diferenças religiosas entre judeus e samaritanos. No episódio da "mulher samaritana" ( Casiodoro de Reina, Cipriano de Valera (1909), "João 4, 5-42," Bíblia, tradução Reina-Valera (Wikisource)) é mencionado que, embora naquela época os judeus não lidassem com os samaritanos, Jesus pede água de uma mulher samaritana que se torna um pregador ativo de sua mensagem. Casiodoro de Reina; Cipriano de Valera (1909). «Atos 8, 4-19». Bíblia; Tradução Reina-Valera (Wikisource). refere-se à disseminação bem sucedida do cristianismo em Samaria a partir da pregação de Philip, o diácono e depois de Pedro e João.
É possível que uma conversão precoce ao cristianismo dos grupos samaritanos tenha sido uma das causas da redução do número de samaritanos. No entanto, no século 6, quando o imperador Justiniano tinha uma igreja cercada por um muro construído no monte Garizim, ainda havia Samaritanos suficientes para se rebelar em 529, sob a direção de Juliano Ben Sabar, contra a usurpação do montanha sagrada.